# Trnovo (gmina Rogatica)
Trnovo (cyr. Трново) – wieś w Bośni i Hercegowinie, w Republice Serbskiej, w gminie Rogatica. W 2013 roku liczyła 2 mieszkańców.